# Ji Sung
Kwak Tae-geun (Seúl; 27 de febrero de 1977), conocido artísticamente como Ji Sung (en hangul, 지성), es un actor surcoreano. Es conocido por sus interpretaciones en los dramas All In (2003), Save the Last Dance for Me (2004), New Heart (2007), Protect the Boss (2011), Secret Love (2013) y Kill Me, Heal Me (2015).

## Primeros años
Ji sung nació en Seúl, Corea del Sur con el nombre de Kwak Tae Geun. Sus padres fueron profesores, y esperaron que él también lo fuera. Sin embargo, cuando cursaba su segundo año de secundaria, su padre le regaló un reproductor de video y la primera película que alquiló fue Rain Man. La actuación de Dustin Hoffman le dejó una gran impresión, por lo que decidió convertirse en actor, aun con la oposición de sus padre. Años más tarde, ingresó a la Universidad Hanyang donde estudió teatro y cine.

## Carrera
En febrero de 2010 firmó con la agencia de actores Namoo Actors, donde formó parte hasta el 10 de agosto de 2021, después de once años.
Kwak Tae Geun audicionó para el drama KAIST en 1999, donde conoció a la guionista Song Ji Na, que quedó tan impresionada con él, que trabajó en un nuevo personaje, con el cual Tae Geun debutó como actor. Por sugerencia de su entonces mánager, iba a empezar a usar el nombre artístico de Chae Ji Sung, sin embargo, decidió omitir el apellido y sólo utilizar "Ji Sung". Luego de varios roles menores, empezó a tener mayor notoriedad al obtener roles importantes en los dramas televisivos  Wonderful Days en 2001 y Sunshine Hunting en 2002, así como también en la película Whistling Princess en el mismo año.
En el año 2003, los productores del drama All In tuvieron dificultades para encontrar al segundo protagonista masculino porque muchos actores temían ser comparados con el otro actor principal, Lee Byung Hun. Ji Sung se acercó al director Yoo Chul Yong y le dijo que quería el rol. Chul Yong lo miró con dureza y, para sorpresa del equipo de producción, le dijo: "Esta bien, es tuyo". All In fue un gran éxito, y la popularidad de Ji Sung creció no solo en Corea del Sur, si no también en otros países asiáticos. Queriendo desafiarse a sí mismo, Ji Sung aceptó un papel en el drama histórico The King's Woman, donde se volvió a reunir con su compañera en Wonderful Days, Park Sun Young. En este drama, Ji Sung interpretó al Príncipe Gwanghae.
En Save the Last Dance for Me del año 2004, interpretó a un rico hombre de negocios con amnesia, quien se enamora de chica que lo cuida mientras se recupera (interpretado por Eugene). A la vez, realizó una aparición especial en Outing, un acto de dos episodios escritos por Lee Kyung Hee para el drama mayor Beating Heart, transmitido en el año 2005. Además, se unió a la película Blood Rain del director Kim Dae Seung.
Ji Sung inició su servicio militar obligatorio el 7 de junio de 2005. A pesar de que inicialmente se enlistó como un soldado ordinario, la Administración Militar lo transfirió a la unidad de promoción Militar en febrero de 2006, donde se desempeñó como "Embajador Público de asuntos militares". Finalizó su servicio militar el 6 de junio de 2007.
Realizó su regreso a la pantalla con el drama médico New Heart en 2007, donde interpretó a un residente de cirugía cardiotorácica.
En la película de acción Fate (2008) del cine negro, se exploró el lado oscuro de la amistad, cuando cuatro mejores amigos (interpretados por Song Seung-heon, Kwon Sang-woo, Kim In-kwon y Ji Sung) arman un plan para robar un casino y poder salir de la pandilla, sin embargo, empiezan a traicionarse entre ellos. 
Swallow the Sun del año 2009, fue su segunda colaboración con los creadores de All In. El drama fue adaptado de la novela del escritor Kang Chul Hwa y fue tuvo varias locaciones: En la Isla Jeju, Las Vegas, y Sudáfrica. Ji Sung practicó mucho para interpretar a su personaje, un hombre de carácter fuerte, que va a la cárcel por su jefe y que más adelante se involucra en el desarrollo de la ciudad de Jeju.
En 2019 se unió al reparto del drama histórico Kim Su-ro, The Iron King como el fundador de Geumgwan Gaya.
En 2011, Ji Sung y Yum Jung Ah protagonizaron Royal Family, que se centra en el poder que se maneja dentro de una familia chaebol. A finales de ese año, ingresó al drama Protect the Boss, donde se aleja de sus habituales papeles serios, e interpreta a un hombre torpe e inmaduro que sufre de trastorno de pánico.
Desde 2012 hasta 2013, Ji Sung interpreta a un superdotado adivino en The Great Seer. A finales de 2012, protagonizó la comedia romántica para adultos My PS Partner, interpretando a un aspirante a cantautor tratando de superar una ruptura, quien se convierte en el destinatario equivocado de una llamada sexual de una mujer (interpretada por Kim Ah Joong) tratando de seducir a su novio. El actor comentó que el guion le pareció interesante, a pesar de las escenas de cama, y que luego de ver Love and Other Drugs quiso participar en alguna película que retratase de manera realista una relación sentimental.
En 2013, Ji Sung dijo que escogió el drama Secret Love (también conocido como Secret) porque lo encontró "fresco, honesto y sofisticado". En este drama interpreta a un heredero de mal carácter, quien pierde a su novia a causa de un asesinato.
La siguiente aparición de Ji Sung fue en la película Confession en el año 2014, que explora la brutal transformación de una cercana amistad de tres personas luego de la muerte de la madre de unos de ellos.
En 2015, Ji Sung fue convocado para el drama Kill Me, Heal Me que lo vuelve a reunir con su coprotagonista en Secret Love, Hwang Jung Eum. En este drama, interpreta a un heredero millonario que sufre de trastorno de identidad disociativo, quien tiene siete diferentes personalidades. Gracias al trabajo en este drama, Ji Sung logra ganar el gran premio en los MBC Drama Awards.
El 1 de agosto de 2018 se unió al elenco principal del drama Familiar Wife (también conocida como "Knowing Wife") donde dio vida a Cha Joo-hyuk, un ordinario empleado de un banco, hasta el final de la serie el 20 de septiembre del mismo año.
En abril de 2019 se anunció que se había unido al elenco principal de la serie Doctor John (también conocida como "Doctor Room") donde dio vida al doctor Cha Yo-han, el joven profesor de anestesiología.
El 3 de julio de 2021 se unió al elenco principal de la serie The Devil Judge donde interpretó a Kang Yo-han, un elegante juez de primera instancia que viste túnicas legales y utiliza la sala del tribunal para castigar a los codiciosos y hambrientos de poder.
En julio de 2022 se unió al elenco de la serie Adamas, donde da vida a los gemelos Ha Woo-shin, un aclamado autor de novelas de misterio y Song Soo-hyun, un fiscal que trabaja en la oficina del fiscal del Distrito Central.

## Vida personal
Ji Sung estuvo en una relación sentimental con su coprotagonista de All In, Park Sol Mi, desde el año 2003 hasta el año 2006. 
Conoció a la actriz Lee Bo Young en la serie Save Last Dance for Me en el año 2004, y confirmaron su relación sentimental en el año 2007. El 2 de agosto de 2013, la pareja anunció su matrimonio a través de cartas escritas a manos, subidas a sus páginas oficiales. La ceremonia se realizó en el Aston House, W Seoul Walkerhill Hotel el 27 de septiembre de 2013. La pareja le dio la bienvenida a su primera hija, Kwak Ji Yoo, el 12 de junio de 2015.
En agosto de 2018 se anunció que la pareja estaba esperando a su segundo bebé juntos. El 4 de febrero del 2019 reciben a su segundo hijo, el pequeño Kwak Bo-ah.

## Filmografía

### Series de televisión
| Año  | Título                     | Rol                                                                      | Canal | Ref.          |
| ---- | -------------------------- | ------------------------------------------------------------------------ | ----- | ------------- |
| 1999 | KAIST                      | Kang Dae Wook                                                            | SBS   |               |
| 1999 | March                      | Aparición especial                                                       | SBS   |               |
| 2000 | Popcorn                    |                                                                          | SBS   |               |
| 2000 | I Want to Keep Seeing You  | Lee Ji Soo                                                               | SBS   |               |
| 2001 | Delicious Proposal         | Oh Joon Soo                                                              | MBC   |               |
| 2001 | Open Drama Man & Woman     | Lee Soo Hyun                                                             | SBS   |               |
| 2001 | The Rules of Marriage      | Hwang Won Soo                                                            | MBC   |               |
| 2001 | Wonderful Days             | Jang Seok Jin                                                            | SBS   |               |
| 2002 | Let's Go                   | Invitado (Ep. "Monkey")                                                  | SBS   |               |
| 2002 | Sunshine Hunting           | Lee Seung Joon                                                           | KBS2  |               |
| 2003 | All In                     | Choi Jung Won                                                            | SBS   |               |
| 2003 | The King's Woman           | Príncipe Gwanghae                                                        | SBS   |               |
| 2004 | Terms of Endearment        | Noh Yoon Taek                                                            | KBS1  |               |
| 2004 | Save the Last Dance for Me | Kang Hyun Woo                                                            | SBS   |               |
| 2005 | Beating Heart              | Kim Woo Jin/Kim Seok Jin                                                 | MBC   |               |
| 2007 | New Heart                  | Lee Eun Sung                                                             | MBC   |               |
| 2009 | Swallow the Sun            | Kim Jung Woo                                                             | SBS   |               |
| 2010 | Kim Su-ro, The Iron King   | Kim Su Ro                                                                | MBC   |               |
| 2011 | Royal Family               | Han Ji Hoon                                                              | MBC   |               |
| 2011 | Protect the Boss           | Cha Ji Heon                                                              | SBS   |               |
| 2012 | The Great Seer             | Mok Ji Sang                                                              | SBS   |               |
| 2013 | Secret Love                | Jo Min Hyuk                                                              | KBS2  | [ 8 ]         |
| 2015 | Kill Me, Heal Me           | Cha Do Hyun/ Shin Se Gi/ Perry Park/ Ahn Yo Na/ Ahn Yo Seob/ Nana/ Mr. X | MBC   |               |
| 2016 | Entertainers               | Shin Suk Ho                                                              | SBS   |               |
| 2017 | Defendant                  | Park Jung Woo                                                            | SBS   |               |
| 2018 | Familiar Wife              | Cha Joo-hyuk                                                             | tvN   |               |
| 2019 | Doctor John                | Dr. Cha Yo-han                                                           | SBS   |               |
| 2021 | The Devil Judge            | Kang Yo-han                                                              | tvN   | [ 25 ] [ 26 ] |
| 2022 | Adamas                     | Ha Woo-shin / Song Soo-hyun                                              | tvN   | [ 27 ] [ 18 ] |
| 2024 | Connection                 | Jang Jae-kyung                                                           | SBS   | [ 28 ] [ 29 ] |

### Películas
| Año  | Título                              | Rol                   |
| ---- | ----------------------------------- | --------------------- |
| 2002 | Whistling Princess                  | Joon Ho               |
| 2004 | Shin Angyo Onshi (Animada)          | Narrador final        |
| 2005 | Blood Rain                          | Du Ho                 |
| 2008 | Fate                                | Park Yeong Hwan       |
| 2012 | My PS Partner                       | Lee Hyun Seung        |
| 2014 | Confession                          | Im Hyun Tae           |
| 2015 | The Vampire Lives Next Door (Corto) |                       |
| 2018 | Propitious Site for Grave           | Heungseon Dae Won Gun |

### Programas de televisión
| Año   | Título                                               | Canal   | Notas                  |
| ----- | ---------------------------------------------------- | ------- | ---------------------- |
| 2002  | Live Music Camp                                      | MBC     | Presentador            |
| 2003  | Hey Hey Hey                                          | SBS     | Invitado               |
| 2004  | Music Bank                                           | KBS 2TV | Presentador            |
| 2005  | Ya Shim Man Man: Ten Thousand People Have Been Asked | SBS     | Invitado (Ep. 107)     |
| 2005  | Shin Dong-yup and Kim Yong-man's Favorites           | SBS     | Invitado (Ep. 51)      |
| 2008  | STAR N the CITY: Ji Sung in Dubai                    | XTM     |                        |
| 2011  | Running Man                                          | SBS     | Invitado (Ep. 54)      |
| 2011  | Taxi                                                 | tvN     | Invitado (Ep. 223)     |
| 2011  | Healing Camp, Aren't You Happy                       | SBS     | Invitado (Ep. 3)       |
| 2011  | SBS Drama Awards                                     | SBS     | Presentador            |
| 2012  | Running Man                                          | SBS     | Invitado (Ep. 116-117) |
| 2012  | Strong Heart                                         | SBS     | Invitado (Ep. 151-152) |
| 2012  | Happy Together                                       | KBS 2TV | Invitado (Ep. 276)     |
| 2013  | Happy Together                                       | KBS 2TV | Invitado (Ep. 317)     |
| 2014  | Taxi                                                 | tvN     | Invitado (Ep. 336)     |
| 2014  | Running Man                                          | SBS     | Invitado (Ep. 202-203) |
| 2015  | Three Meals a Day (2° temporada)                     | tvN     | Invitado (Ep. 4-5)     |
| 2020- | Run                                                  | tvN     | miembro                |

### Aparición en videos musicales
| Año  | Canción                          | Artista       |
| ---- | -------------------------------- | ------------- |
| 2000 | «Leave Me Alone»                 | Lee Kang Shin |
| 2002 | «Cold»                           | Lee Ki Chan   |
| 2004 | «Black and White Photos»         | KCM           |
| 2008 | «The Practical Usage of Sadness» | Kim Bum Soo   |
| 2009 | «Trickling»                      | Wheesung      |

## Discografía
Colaboración en bandas sonoras
- 2004: «Confession» tema para Terms of Endearment.
- 2012: «Sexy Jingle Bells» tema para My PS Partner.
- 2012: «Show Me Your Panty» tema para My PS Partner.
- 2013: «Wuthering Heights» tema para Secret Love.[36]
- 2015: «Violet» tema para Kill Me, Heal Me.[37]

## Premios y nominaciones
| Año  | Premiación                            | Categoría                                            | Trabajo Nominado           | Resultado |
| ---- | ------------------------------------- | ---------------------------------------------------- | -------------------------- | --------- |
| 2001 | MBC Drama Awards                      | Mejor nuevo actor                                    | The Rules of Marriage      | Ganador   |
| 2001 | SBS Drama Awards                      | Nueva estrella                                       | Wonderful Days             | Ganador   |
| 2003 | SBS Drama Awards                      | Premio a la excelencia, Actor en Drama Especial      | All In                     | Ganador   |
| 2004 | SBS Drama Awards                      | Premio a la alta excelencia, Actor                   | Save the Last Dance for Me | Nominado  |
| 2004 | SBS Drama Awards                      | Top 10 Stars                                         | Save the Last Dance for Me | Ganador   |
| 2008 | Han Il Culture Awards                 | 민간외교부분 수상                                    | —                          | Ganador   |
| 2008 | MBC Drama Awards                      | Premio a la excelencia, Actor                        | New Heart                  | Nominado  |
| 2008 | MBC Drama Awards                      | Actuación de oro, Actor en Miniseries                | New Heart                  | Ganador   |
| 2009 | SBS Drama Awards                      | Premio a la excelencia, Actor en Drama Especial      | Swallow the Sun            | Nominado  |
| 2010 | 5th Asia Model Festival Awards        | Estrella popular BBF                                 | —                          | Ganador   |
| 2010 | 26th Korea Best Dresser Swan Awards   | Mejor vestido, Actor de cine                         | Él mismo                   | Ganador   |
| 2011 | 4th Style Icon Awards                 | Ícono de estilo, Actor (Bonsang)                     | Él mismo                   | Ganador   |
| 2011 | MBC Drama Awards                      | Premio a la alta excelencia, Actor en Miniseries     | Royal Family               | Nominado  |
| 2011 | SBS Drama Awards                      | Premio a la alta excelencia, Actor en Drama Especial | Protect the Boss           | Ganador   |
| 2011 | SBS Drama Awards                      | Top 10 Stars                                         | Protect the Boss           | Ganador   |
| 2011 | SBS Drama Awards                      | Mejor pareja con Choi Kang Hee                       | Protect the Boss           | Ganador   |
| 2012 | SBS Drama Awards                      | Premio a la alta excelencia, Actor en Drama Especial | The Great Seer             | Nominado  |
| 2013 | KBS Drama Awards                      | Premio a la alta excelencia, Actor                   | Secret Love                | Ganador   |
| 2013 | KBS Drama Awards                      | Premio a la excelencia, Actor en Miniseries          | Secret Love                | Nominado  |
| 2013 | KBS Drama Awards                      | Premio de popularidad, Actor                         | Secret Love                | Ganador   |
| 2013 | KBS Drama Awards                      | Mejor pareja con Hwang Jung Eum                      | Secret Love                | Ganador   |
| 2014 | 3rd APAN Star Awards                  | Premio a la excelencia, Actor en Miniseries          | Secret Love                | Nominado  |
| 2015 | 51st Baeksang Arts Awards             | Mejor actor (TV)                                     | Kill Me, Heal Me           | Nominado  |
| 2015 | 10th Seoul International Drama Awards | Mejor actor                                          | Kill Me, Heal Me           | Nominado  |
| 2015 | 8th Korea Drama Awards                | Gran Premio (Daesang)                                | Kill Me, Heal Me           | Nominado  |
| 2015 | 4th APAN Star Awards                  | Premio a la alta excelencia, Actor en Miniseries     | Kill Me, Heal Me           | Nominado  |
| 2015 | MBC Drama Awards                      | Gran Premio (Daesang)                                | Kill Me, Heal Me           | Ganador   |
| 2015 | MBC Drama Awards                      | Premio a la alta excelencia, Actor en Miniseries     | Kill Me, Heal Me           | Ganador   |
| 2015 | MBC Drama Awards                      | Mejor pareja con Park Seo Joon                       | Kill Me, Heal Me           | Ganador   |
| 2015 | MBC Drama Awards                      | Mejor pareja con Hwang Jung Eum                      | Kill Me, Heal Me           | Nominado  |
| 2015 | MBC Drama Awards                      | Top 10 Stars                                         | Kill Me, Heal Me           | Ganador   |